# Herbert Gauls
Herbert Gauls (* 13. August 1930 in Koblenz; † 17. Januar 2017) war ein deutscher Fotograf.

## Leben
Im Alter von sechs Jahren ging er auf die Schenkendorfschule und besuchte später das Kaiser-Wilhelm-Realgymnasium in Koblenz. 1946 wechselte er für ein Jahr auf die Dr. Zimmermannsche Privathandelsschule.
An seinem 20. Geburtstag eröffnete Gauls das kleine Fotogeschäft „Herbert Gauls Fotohandel, Fachlabor und Ansichtskartenverlag“ am Münzplatz in der Koblenzer Altstadt. Jahrzehntelang betätigte er sich als Architektur- und Dokumentarfotograf und arbeitete als Fotojournalist für Presse und Fernsehen.
1966 schloss Gauls die Fotografen-Meisterprüfung in Hamburg mit der besten Note „Sehr gut“ ab, und errichtete gleich darauf ein Gebäude mit Fotostudios und Fachlabors in der Carl-Mand-Straße im Koblenzer Industriegebiet, dass er 1971 durch den Anbau eines 5-stöckigen Bürogebäudes vergrößerte.
Sieben Jahre später errichtete er den Neubau und heutigen Firmensitz ein 1.000 m² Fotostudio in der August-Horch-Straße in  Koblenz. Noch im selben Jahr erhielt er mit dem Wappenteller der Stadt Koblenz seine erste Auszeichnung.
Als Fotograf dokumentierte Gauls für die Handwerkskammer Koblenz Ende der 1960er und Anfang der 1970er Jahre in Koblenz zahlreiche Ausstellungen, unter anderem die des Neuwieder Kunstschmiedes und Metallbildhauers Klaus Rudolf Werhand.
Sein umfangreiches Fotoarchiv zur jüngeren Stadtgeschichte mit rund zwei Millionen Negativen hat Herbert Gauls 2010 an seinem 80. Geburtstag der Stadt Koblenz vermacht. Für seine ehrenamtlichen Tätigkeiten für das Allgemeinwohl wurde Herbert Gauls 2012 die Verdienstmedaille des Landes Rheinland-Pfalz durch den Ministerpräsidenten Kurt Beck verliehen.
Herbert Gauls lebte in Weitersburg, er starb am 17. Januar 2017 im Alter von 86 Jahren.

## Ausstellungen (Auswahl)
- 1969: „Fotoausstellung Herbert Gauls“ Handwerkskammer Koblenz Galerie Handwerk Koblenz[5]
- 1992: „Ein Fotograf sieht seine Stadt“ im Löhr-Center anlässlich der 2000-Jahr-Feier von Koblenz
- 24. März–16. Mai 2005: Sonderausstellung: „Herbert Gauls – Zum Fotografieren unterwegs“ im Landes Museum Ehrenbreitstein.

## Auszeichnungen
- 1978: Verleihung des Wappentellers der Stadt Koblenz
- 1989–2002: Obermeister der Photographen-Innung Mittelrhein
- 1997: Verleihung der Goldenen Ehrennadel des Centralverbandes Deutscher Berufsphotographen
- 2000: An seinem 70. Geburtstag erhielt er die Ehrennadel des Landes Rheinland-Pfalz und die der Kreishandwerkerschaft
- 2002: Ernennung zum Ehrenobermeister der Photographen-Innung Mittelrhein
- 2012: Verleihung der Verdienstmedaille des Landes Rheinland-Pfalz durch Ministerpräsident Kurt Beck
- 2014: Kulturpreisnadel der Stadt Koblenz

## Werke
- Paul Theodor Schmitz: Koblenzer Skizzen – Fotos von Herbert Gauls, Görres-Druckerei, Koblenz, 1964, ISBN
- Fotoband "Koblenz. Bewegte Zeiten – Die 50er Jahre" mit Texten von Gudrun Tribukait, Wartberg-Verlag, Gudensberg-Gleichen, 1995, ISBN 3-86134-253-7
- Fotoband "Koblenz. Bewegte Zeiten – Die 60er Jahre" mit Texten von Christine Vary, Wartberg-Verlag, Gudensberg-Gleichen, 1999, ISBN 3-86134-645-1
- Das Jubiläum 50 Jahre mit Texten von Reinhard Kallenbach, 2000